# Aspilota unca
Aspilota unca är en stekelart som beskrevs av Sergey A. Belokobylskij 2007. Aspilota unca ingår i släktet Aspilota och familjen bracksteklar. Inga underarter finns listade.